# Československá hokejová reprezentace v sezóně 1927/1928
Československá hokejová reprezentace v sezóně 1927/1928 sehrála celkem 4 zápasy.

## Přehled mezistátních zápasů
| Pořadí | Datum          | Soupeř  | Výsledek            | Soutěž                    | Místo utkání |
| ------ | -------------- | ------- | ------------------- | ------------------------- | ------------ |
| 47.    | 11. února 1928 | Švédsko | 0:3 (0:1, 0:1, 0:1) | Zimní olympijské hry 1928 | Svatý Mořic  |
| 48.    | 13. února 1928 | Polsko  | 3:2 (1:1, 1:1, 1:0) | Zimní olympijské hry 1928 | Svatý Mořic  |

## Další zápasy reprezentace
| Datum           | Soupeř                    | Výsledek            | Soutěž              | Místo utkání |
| 19. února 1928  | Berliner Schlittschuhclub | 5:3 (1:1, 2:1, 2:1) | přátelsky           | Berlín       |
| 8. března 1928  | Francie                   | 4:2 (3:1, 1:1)      | Jean Potin Cup 1928 | Paříž        |
| 10. března 1928 | Velká Británie            | 3:2 (1:0, 1:2, 1:0) | Jean Potin Cup 1928 | Paříž        |

## Bilance sezóny 1927/28
| Soupeř  | Zápasy | Výhry | Remízy | Prohry | Skóre |
| ------- | ------ | ----- | ------ | ------ | ----- |
| Polsko  | 1      | 1     | 0      | 0      | 3:2   |
| Švédsko | 1      | 0     | 0      | 1      | 0:3   |
| Celkem  | 2      | 1     | 0      | 1      | 3:5   |

## Další zápas reprezentace
Československo –  Berliner Schlittschuhclub  5:3 (1:1, 2:1, 2:1)
19. února 1928 (17:30) – Berlín

Branky Československa: 1:0 Jiří Tožička, 2:1 Jaroslav Pušbauer, 3:2 Josef Šroubek, 4:2 Josef Maleček, 5:2 Josef Maleček.

Branky Berliner: 1:1 Herbert Brück, 2:2 Lawrence Roche, 5:3 Herbert Brück.

Rozhodčí: Martin 
ČSR: Jan Peka - Josef Šroubek, Jaroslav Pušbauer - Josef Maleček, Karel Hromádka, Jiří Tožička, Wolfgang Dorasil - Bohumil Steigenhöfer, Karel Hromádka, Jaroslav Řezáč.
Berliner: Alfred Steinke - Max Holsboer, Walter Sachs -  Lawrence Roche, Gustav Jaenecke, Herbert Brück, Erich Römer.